# ديريك كيلر
ديريك كيلر هو لاعب هوكي الجليد كندي، ولد في 18 أكتوبر 1986 في Wilkie, Saskatchewan ‏ في كندا.

## وصلات خارجية
- ديريك كيلر على موقع EliteProspects.com (الإنجليزية)